# Чёрный тюльпан (Норильск)
Чёрный тюльпа́н — памятник-мемориал воинам-интернационалистам из города Норильска, погибшим в Афганской войне 1979—1989 годов, а также участников локальных и международных конфликтов.

## История
Памятник построен по инициативе председателя правления Союза ветеранов афганской войны и локальных конфликтов НПР Сергея Попова (при поддержке Администрации города Норильска), который был инициатором объявления конкурса на лучший проект ещё в 2001 году, тогда же определились с местом — в Комсомольском парке.
Памятник должен был появиться в Норильске в 2003 г. Однако из-за проблем с проектом, финансированием работы по строительству неоднократно переносились либо прекращались. Строящийся памятник регулярно подвергался набегам хулиганов, которые портили недостроенный объект, похищали стройматериалы и инструменты. Представители норильского отделения Союза афганцев приняли решение о регулярном патрулировании памятника. Это случилось после похищения и возвращения памятной доски.
Памятник открылся 18 февраля 2006 года.
Автором проекта стала Лариса Шайдуллина, скульптором — Сослан Баскаев. Шайдуллина сделала основанием памятника восьмиконечную звезду — символ воинской доблести, элемент ордена Победы Андрея Первозванного[уточнить] — а на ней расположила арки.

## Внешний вид
Основная часть мемориального комплекса выполнена в сером цвете, для облицовки использован белый и чёрный мрамор. На подставке памятника установлены 2 мемориальные доски. Изначально одной из них были фамилии 11 норильчан, погибших в Афганистане, на другой — фамилии 11 норильчан, погибших в Северо-Кавказском регионе. При реставрации 2023 года было решено дополнить список новыми именами и оставить свободные поля.